# Боботи (Ткибульский муниципалитет)
Боботи (груз. ბობოთი) — село в Грузии, на территории Ткибульского муниципалитета края (мхаре) Имеретия.

## География
Село находится в западной части Грузии, на левом берегу реки Чала (правый приток реки Цкалцителы), на расстоянии приблизительно 10 километров (по прямой) к западу от города Ткибули, административного центра муниципалитета. Абсолютная высота — 485 метров над уровнем моря.

## Население
По результатам официальной переписи населения 2014 года, в Боботи проживало 69 человек (34 мужчины и 35 женщин). В национальной структуре населения грузины составляли 100 %.
| Год  | Население, человек |
| ---- | ------------------ |
| 2002 | 137                |
| 2014 | ↘ 69               |